# Aliança del Poblenou
L'Aliança del Poblenou és una entitat de caràcter recreatiu, cultural i social fundada el 19 de setembre de 1869 al municipi de Sant Martí de Provençals com a Societat Recreativa i Cultural L'Aliança.

## Història
L'entitat va fundar una mutualitat per a socórrer els socis en cas de malaltia, una caixa d'estalvis i escoles pròpies, nocturnes i diürnes, tant per als nens com per als adults. Durant anys, donava bons de menjar als necessitats i recollia diners, tabac i postals per als soldats que lluitaven en les guerres de Cuba i d'Àfrica, així com també diners per als aturats i per als nens de la «Prote» (Junta Províncial de Protección de la Infancia y Represión de la Mendicidad).
Després de la Primera Guerra Mundial, va ser una de les impulsores d'una coordinadora d'entitats del barri que en els seus inicis era clandestina. Durant la dictadura de Primo de Rivera va ser clausurada un mínim de sis vegades per catalanista. El 1928, la societat es va escindir en dos; per una banda la minoria dels monàrquics que va fundar la Peña Alianza i que va desaparèixer el 1931. El gruix dels socis va fundar el Casino de L'Aliança. El juliol de 1936, el local «fou requisat i s'hi va instal·lar el comitè de defensa de la barriada. Aquesta requisa va continuar fins al mes de setembre, havent mentrestant estat desallotja la sala d'espectacles, la qual va ser confiscada pel Sindicat Únic d'Espectacles Públics (SUEP)», segons una acta de la junta de l'entitat signada el 7 de maig de 1937. El SUEP depenia de la CNT.
El 1967 va impulsar la campanya Cap nen sense joguina. Als 1970, L'Aliança, juntament amb l'Associació de Veïns i Comerciants del Taulat, va ser un dels ariets contra el Pla de la Ribera, que pretenia enderrocar el Poblenou des dels carrers del Joncar i Enna (avui Ramon Turró) fins a la platja i fer-hi un barri residencial.
També en aquella dècada va acollir els primers recitals de la Nova Cançó i les representacions dels grups de teatre independent que es van conèixer com el cicle Off Barcelona. El 1976 va ajudar a posar en marxa el que seria l'Arxiu Històric del Poblenou.
Des del segle xix, ha tingut gairebé sempre una secció de teatre i diversos cors. Hi ha acollit representacions teatrals i musicals d'estils molt diferents.

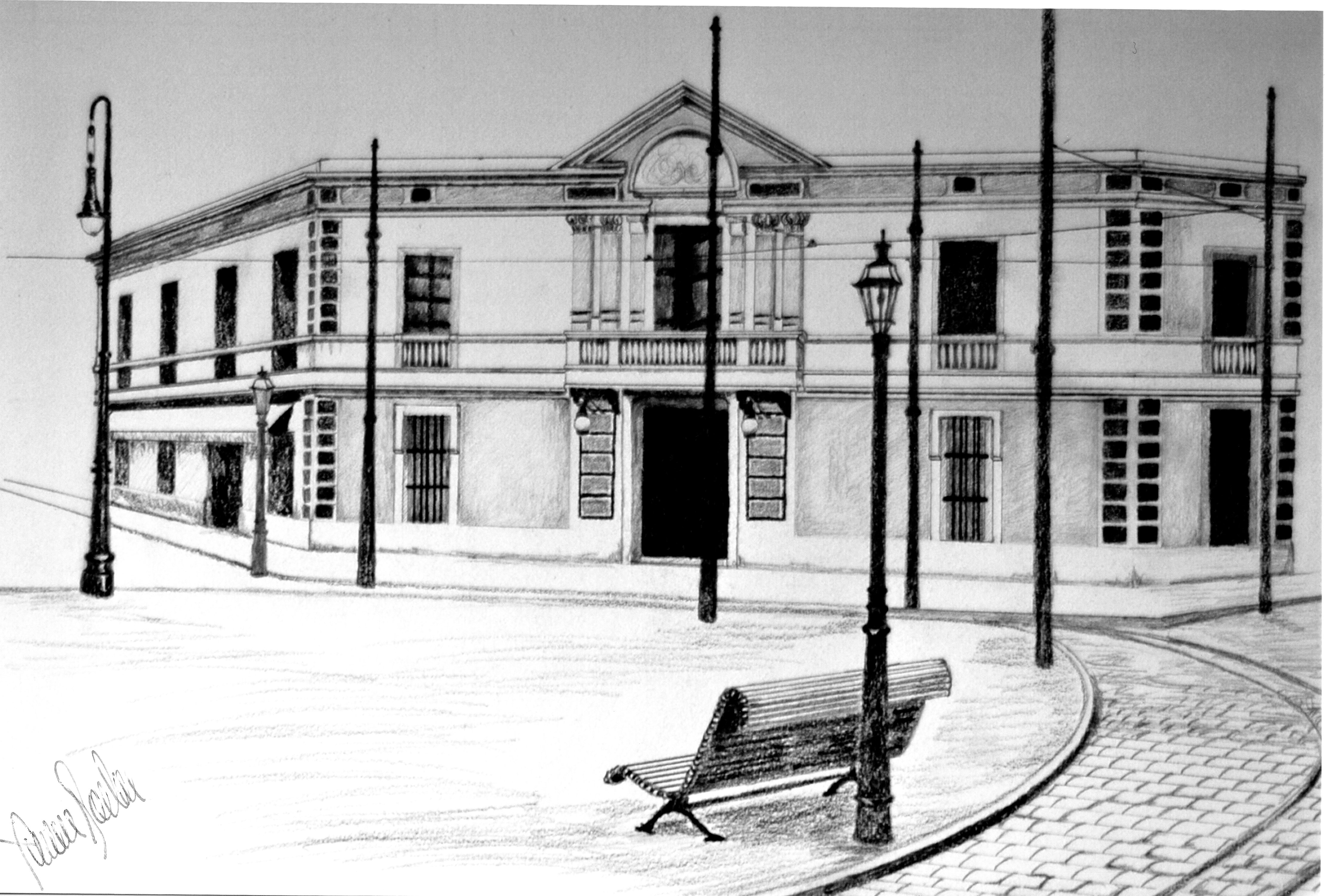
Antiga seu de l'Aliança

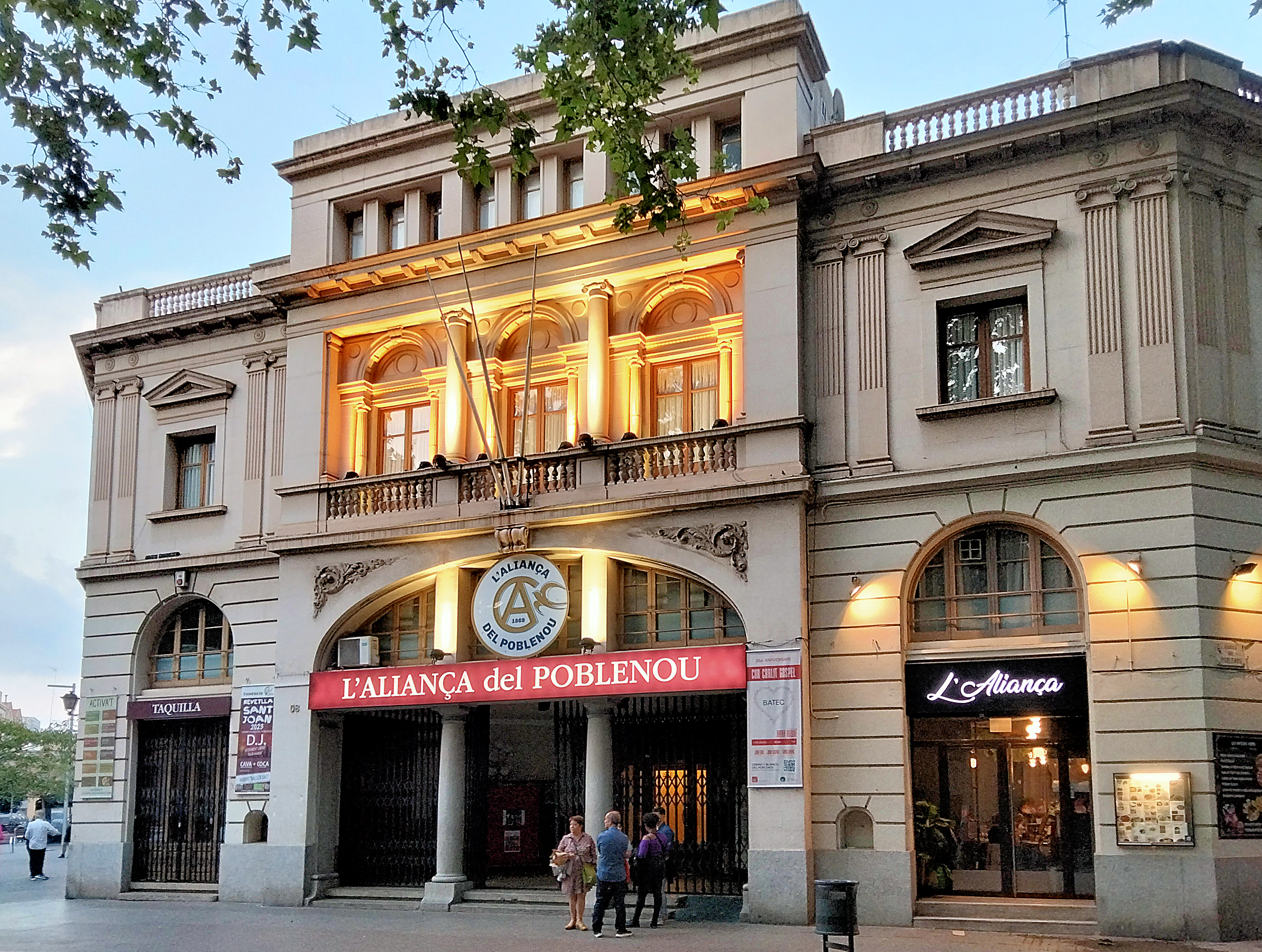
Seu actual de l'Aliança

## Seus
Durant els primers quinze anys de vida, l'entitat va anar canviant de local, fins que l'any 1884 va ocupar un antic magatzem que hi havia a la Rambla del Poblenou cantonada amb el carrer de Wad-Ras (actualment Doctor Trueta). L'edifici va ser rehabilitat a fons entre 1919 i 1921 per l'arquitecte Manuel Raspall i la sala d'espectacles es va convertir en una de les més boniques de la ciutat. L'entitat va ser desnonada d'aquest edifici el 1927 i cinquanta anys més tard va ser enderrocat.
El 1929 es va posar la primera pedra de la seu actual, a la Rambla del Poblenou cantonada amb el carrer d'Enna (actualment Ramon Turró), però les obres no es van acabar fins al 1944. El 1948 es va instal·lar suro en el sostre i una part de les parets de la sala d'espectacles. Aquesta és la raó per la qual té una de les millors acústiques de la ciutat i durant anys es va utilitzar per gravar discs.